# Лос-Аламос (округ)
Лос-А́ламос (англ. Los Alamos County) — округ в штате Нью-Мексико, США. Административный центр — Лос-Аламос. По данным переписи за 2010 год число жителей округа составляло 17 950 человек. Округ был создан в 1949 году. На территории округа находится Лос-Аламосская национальная лаборатория.

## География
Округ расположен в северных горах штата Нью-Мексико на плато Пахарито. По данным Бюро переписи населения США округ Лос-Аламос имеет общую площадь в 282 квадратных километра.
Аэропорт Лос-Аламоса был построен в 1948 году для снабжения Комиссии по атомной энергии США, работающей в Лос-Аламосской национальной лаборатории. Для общественных нужд аэропорт был предоставлен в 1960 году, сначала только для частных самолётов.

## Население
| Год переписи | Нас.  |  | %±    |
| ------------ | ----- |  | ----- |
| 1950         | 10476 |  | —     |
| 1960         | 13037 |  | 24,4% |
| 1970         | 15198 |  | 16,6% |
| 1980         | 17599 |  | 15,8% |
| 1990         | 18115 |  | 2,9%  |
| 2000         | 18343 |  | 1,3%  |
| 2010         | 17950 |  | −2,1% |
| 2016         | 18147 |  | 1,1%  |

На территории округа Лос-Аламос выделено только две статистически обособленные местности — Лос-Аламос (12 019 человек) и Уайт-Рок (5725 человек), однако в радиусе 80 км от округа проживает 190 000 человек.
Всего в 2010 году на территории округа проживало 17 950 человек (из них 50,3 % мужчин и 49,7 % женщин), насчитывалось 7663 домашних хозяйства и 5199 семей. Расовый состав: белые — 87,8 %, афроамериканцы — 0,6 %, коренные американцы — 0,8 %, азиаты — 6,0 и представители двух и более рас — 2,6 %. 14,7 % населения были латиноамериканцами.
Население округа по возрастному диапазону по данным переписи 2010 года распределилось следующим образом: 24,2 % — жители младше 18 лет, 1,9 % — между 18 и 21 годами, 58,9 % — от 21 до 65 лет и 15,0 % — в возрасте 65 лет и старше. Средний возраст населения — 44,3 года. На каждые 100 женщин в Лос-Аламосе приходилось 101,2 мужчин, при этом на 100 совершеннолетних женщин приходилось уже 100,1 мужчин сопоставимого возраста.
Из 7663 домашних хозяйств 67,8 % представляли собой семьи: 58,1 % совместно проживающих супружеских пар (23,5 % с детьми младше 18 лет); 6,4 % — женщины, проживающие без мужей и 3,4 % — мужчины, проживающие без жён. 32,2 % не имели семьи. В среднем домашнее хозяйство ведут 2,33 человека, а средний размер семьи — 2,86 человека. В одиночестве проживали 28,5 % населения, 9,1 % составляли одинокие пожилые люди (старше 65 лет).

## Экономика
В 2015 году из 14 363 трудоспособных жителей старше 16 лет имели работу 8916 человек. Основным работодателем округа является Лос-Аламосская национальная лаборатория (около 7000 работников). При этом мужчины имели медианный доход в 100 201 долларов США в год против 68 533 долларов среднегодового дохода у женщин. В 2014 году медианный доход на семью оценивался в 123 646 $, на домашнее хозяйство — в 101 934 $. Доход на душу населения — 51 148 $. 4,2 % от всего числа семей в Лос-Аламосе и 6,1 % от всей численности населения находилось на момент переписи за чертой бедности.